# Cinygma integrum
Cinygma integrum är en dagsländeart som beskrevs av Eaton 1885. Cinygma integrum ingår i släktet Cinygma och familjen forsdagsländor. Inga underarter finns listade i Catalogue of Life.